# Llano Colorado
Llano Colorado är en ort i Mexiko.   Den ligger i kommunen Santa Cruz Nundaco och delstaten Oaxaca, i den sydöstra delen av landet, 290 km sydost om huvudstaden Mexico City. Llano Colorado ligger 2 268 meter över havet och antalet invånare är 137.
Terrängen runt Llano Colorado är lite bergig. Runt Llano Colorado är det ganska glesbefolkat, med 22 invånare per kvadratkilometer. Närmaste större samhälle är Heroica Ciudad de Tlaxiaco, 9,9 km norr om Llano Colorado. I omgivningarna runt Llano Colorado växer huvudsakligen savannskog.